# Torneo de Berlín 2024
El Torneo de Berlín 2024, denominado por razones de patrocinio Berlin Ladies Open, fue un torneo de tenis jugado en canchas de césped al aire libre. Perteneció a la categoría WTA 500 en el WTA Tour, siendo la 97.ª edición del evento. El evento tuvo lugar en el Rot-Weiss Tennis Club, en Berlín, Alemania, entre el 17 y el 23 de junio.

## Cabezas de serie

### Individuales femenino
| Tenista             | Ranking | Preclasificada |
| Coco Gauff          | 2       | 1              |
| Aryna Sabalenka     | 3       | 2              |
| Elena Rybakina      | 4       | 3              |
| Jessica Pegula      | 5       | 4              |
| Markéta Vondroušová | 6       | 5              |
| Zheng Qinwen        | 8       | 6              |
| Maria Sakkari       | 9       | 7              |
| Ons Jabeur          | 10      | 8              |

- Ranking del 10 de junio de 2024.

### Dobles femenino
| Tenista                           | Ranking | Preclasificada |
| Nicole Melichar Ellen Perez       | 18      | 1              |
| Demi Schuurs Luisa Stefani        | 29      | 2              |
| Lyudmyla Kichenok Nadiia Kichenok | 52      | 3              |
| Coco Gauff Jessica Pegula         | 56      | 4              |

## Campeones

### Individual femenino
Jessica Pegula venció a  Anna Kalinskaya por 6-7(0), 6-4, 7-6(3)

### Dobles femenino
Wang Xinyu /  Zheng Saisai vencieron a  Chan Hao-ching /  Veronika Kudermetova por 6-2, 7-5